# ادعاهای ارضی خاص بومیان در کانادا
ادعاهای ارضی خاص بومیان در کانادا، که ادعاهای خاص نیز نامیده می‌شوند، ادعاهای ارضی دیرینه‌ای هستند که توسط اقوام اولیه علیه دولت کانادا در رابطه با تعهدات قانونی کانادا نسبت به جوامع بومی مطرح شده‌اند.
این موارد مربوط به مدیریت زمین و سایر دارایی‌های اقوام اولیه توسط دولت فدرال، و همچنین به انجام (یا عدم انجام) تعهدات تاریخی مربوط به معاهدات و هرگونه توافق دیگر بین اقوام اولیه و سلطنت توسط دولت است. برای مثال، این می‌تواند شامل سوء مدیریت زمین‌ها یا دارایی‌های بومیان توسط سلطنت طبق قانون سرخپوستان باشد. برای حل و فصل دعاوی خاص، دولت کانادا زمینی را از اشخاص ثالث سلب نمی‌کند؛ بلکه، دولت معمولاً دعاوی خاص را با مذاکره بر سر غرامت مالی برای نقض قرارداد با دولت محلی حل و فصل می‌کند و در عوض، آنها خواستار سلب حقوق اقوام اولیه بر زمین مورد نظر می‌شوند.
ادعاهای خاص مبتنی بر تعهدات قانونی سلطنت نسبت به ملل اولیه هستند و از ادعاهای جامع ارضی یا معاهدات مدرن جدا و متمایز می‌باشند. به‌طور خاص، اقوام اولیه نمی‌توانند از اسناد مالکیت بومی یا خسارات تنبیهی به عنوان مبنای ادعاهای خود استفاده کنند.
در سال ۲۰۰۸، یک نهاد قضایی مستقل به نام دادگاه دعاوی خاص ایجاد شد تا در مورد دعاوی که برای مذاکره پذیرفته نشده‌اند، یا دعاوی که در آنها هر دو طرف نمی‌توانند در مورد غرامت منصفانه به توافق برسند، تصمیمات الزام‌آوری صادر کند.
دولت کانادا در سال ۱۹۷۳ شروع به شناسایی ادعاهای خاص بومیان کرد و پس از آن مذاکرات برای حل و فصل آنها را آغاز کرد. از آن زمان، ۱۸۴۴ درخواست توسط جوامع بومیان ارائه شده است. از این تعداد، ۹۳۵ مورد حل و فصل شده است. تا تاریخ مارس ۲۰۱۸، ۴۶۰ ادعا توسط دولت فدرال برای حل و فصل مورد مذاکره قرار گرفته است، در حالی که ادعاهای معوق شامل ۲۵۰ موردی است که برای مذاکره پذیرفته شده‌اند؛ ۷۱ موردی که در دادگاه دعاوی خاص مطرح شده‌اند؛ و تقریباً ۱۶۰ ادعای خاص که در حال حاضر تحت بررسی یا ارزیابی هستند.

## پیشینه
روابط بین مردمان بومی و استعمارگران اروپایی با نقض تعهداتی که استعمارگران نسبت به ملل اول انجام داده‌اند، مشخص شده است. اعلامیه سلطنتی ۱۷۶۳ تصریح کرد که از آن زمان به بعد، فقط سلطنت بریتانیا می‌تواند با ملل اول پیمان یا توافق‌نامه امضا کند. این توافق‌نامه‌ها شامل معاهدات صلح و دوستی در مناطق دریایی؛ معاهدات شماره‌گذاری شده ۱۱ با ملل اول بخش‌هایی از انتاریو، مانیتوبا، ساسکاچوان، آلبرتا، بریتیش کلمبیا و سرزمین‌های شمال غربی؛ و بسیاری از معاهدات منطقه‌ای دیگر در جنوب انتاریو و بریتیش کلمبیا می‌شود.
با وجود چنین توافقاتی، اما، زمین‌های وعده داده شده در معاهدات گاهی هرگز اختصاص داده نمی‌شد. در موارد دیگر، دولت کانادا طبق قانون سرخپوستان، تصرفات غیرقانونی در زمین انجام داد، یا کارمندان وزارت امور سرخپوستان، زمین‌های ذخیره را به‌طور متقلبانه برای منافع شخصی خود فروختند یا اجاره دادند. در موارد دیگر، به گروه‌های بومی به دلیل فروش یا آسیب به زمین‌های حفاظت‌شده غرامت ناکافی پرداخت شد. ادعاهای خاص بومیان فعلی از این تعهدات معوقه ناشی می‌شود.

## تاریخچه ادعاهای خاص
برخی از جوامع ملل اولیه از قرن نوزدهم و اوایل قرن بیستم شروع به پیگیری ادعاهای خود کردند. با این حال، از سال ۱۹۲۷ تا ۱۹۵۱، پیگرد قانونی دعاوی زمین بومیان در دادگاه و استفاده از بودجه‌های گروهی برای شکایت از دولت فدرال ممنوع بود و در نتیجه دعاوی زمین تا حد زیادی نادیده گرفته می‌شد. در سال ۱۹۴۷، یک کمیته پارلمانی توصیه کرد که کانادا یک «کمیسیون دعاوی» مشابه کمیسیون دعاوی سرخپوستان در ایالات متحده، که دو سال قبل در سال ۱۹۴۵ ایجاد شده بود، ایجاد کند. بین سال‌های ۱۹۵۹ و ۱۹۶۱ دوباره توصیه شد که کانادا شکایات مربوط به زمین‌های اقوام اولیه در بریتیش کلمبیا و در کانساتاک، کبک را بررسی کند.
کانادا از سال ۱۹۷۳ پذیرش ادعاهای خاص برای مذاکره را آغاز کرد. یک سیاست فدرال، دفتر دعاوی بومیان را در وزارت امور سرخپوستان و شمالی ایجاد کرد تا در مورد دعاوی زمین بومیان مذاکره کند، که به دو دسته تقسیم می‌شدند: دعاوی جامع و دعاوی خاص. مورد اول به حقوق مردم بومی نسبت به سرزمین‌های اجدادی‌شان برای استفاده سنتی می‌پردازد. از سوی دیگر، ادعای خاص به موارد خاص نقض تعهدات دولت نسبت به جوامع بومی می‌پردازد.
در سال ۱۹۸۲، نه سال پس از تأسیس دفتر رسیدگی به دعاوی بومیان، تنها ۱۲ مورد از ۲۵۰ ادعای ثبت‌شده نزد دولت حل و فصل شده بود. جوامع بومی از این واقعیت که دفتر هر ادعا را هم ارزیابی و هم مذاکره می‌کرد، انتقاد کردند و بدین ترتیب تضاد منافع ایجاد کردند. آنها در عوض خواستار اداره روند مذاکرات توسط یک نهاد مستقل شدند.
در سال ۱۹۹۲، دولت کانادا دفتر کمیسر دعاوی بومیان را تأسیس کرد که وظیفه آن بررسی دعاوی رد شده توسط دفتر دعاوی بومیان بود. با این حال، اختیارات کمیسر رسیدگی به دعاوی محدود به صدور قطعنامه‌های غیر الزام‌آور بود و بنابراین بی‌اثر بود. اعضای کمیسیون رسیدگی به دعاوی در گزارش‌های سالانه خود اغلب پیشنهاد ایجاد یک نهاد مستقل جدید برای نظارت بر دعاوی خاص را می‌دادند که بتواند در مواردی که کانادا و اقوام اولیه نمی‌توانند بر سر غرامت منصفانه به توافق برسند، قطعنامه‌های الزام‌آور صادر کند. این نهاد در سال ۲۰۰۸ و با ایجاد دادگاه دعاوی خاص، که در آن اعضای هیئت منصفه مستقل، دعاوی را به صورت موردی ارزیابی می‌کنند، به وجود آمد.

## فرایند خاص رسیدگی به دعاوی
جوامع بومی می‌توانند با ارائه درخواست به دولت کانادا، روند رسیدگی به درخواست‌های خاص را آغاز کنند. این ادعاها باید حداقل استانداردهای لازم برای ارائه ادعاهای خاص را که توسط وزارت روابط سلطنتی-بومیان و امور شمالی تعیین شده است، برآورده کنند، در غیر این صورت بلافاصله رد شده و باید دوباره ثبت شوند. اگر ادعایی این شرایط را برآورده کند، وارد یک دوره ارزیابی ۳ ساله می‌شود که در آن دولت تعیین می‌کند که آیا نقضی رخ داده است یا خیر. اگر دولت تشخیص دهد که هیچ نقضی صورت نگرفته است، پرونده بسته می‌شود و کشور اول می‌تواند ادعای خود را اصلاح و دوباره ارائه دهد، یا ارزیابی دولت را در دادگاه دعاوی خاص به چالش بکشد.
وقتی ادعا برای مذاکره پذیرفته می‌شود، یک بازه زمانی ۳ ساله برای دوره مذاکره آغاز می‌شود که در آن دولت و بومیان سعی می‌کنند در مورد غرامت منصفانه برای نقض توافق کنند. غرامت معمولاً پولی است و معمولاً شامل زمین اضافه شده برای منطقه حفاظت شده نمی‌شود. اگر توافقی حاصل نشود، بومیان می‌توانند ادعای خود را برای طرح دعوی به دادگاه دعاوی خاص ارائه دهند.